# ازدواج پرماجرا
ازدواج پرماجرا نام یک مجموعهٔ تلویزیونی به کارگردانی منوچهر پوراحمد است که در سال ۱۳۶۸ تهیه و در نوروز ۱۳۶۹ از شبکه ۱ سیمای جمهوری اسلامی ایران پخش گردید. کارگردان تلویزیونی این مجموعه شیرین جاهد بود.

## خلاصه داستان
این مجموعه تلویزیونی، دربارهٔ جوانی است که مادرش، او را برای خواستگاری به خانه‌های مختلفی می‌برد و در هر خواستگاری، اتفاقات جدیدی رخ می‌دهد و موقعیت‌های خنده‌آوری پیش می‌آید. سرانجام، پسر با کسی که خودش دوست دارد، ازدواج می‌کند.

## بازیگران
- شهلا ریاحی
- نعمت‌الله گرجی
- احمد قدکچیان
- ناصر گیتی‌جاه
- پروین سلیمانی
- فاطمه طاهری
- اکبر دودکار
- محمدعلی ورشوچی
- جلیل فرجاد
- جواد خدادادی
- مرجانه گلچین
- عباس محبی
- امیر وطن‌زاد
- نیلوفر نوربخش
- میرصلاح حسینی

## عوامل تولید
- کارگردان هنری: منوچهر پوراحمد
- کارگردان تلویزیونی: شیرین جاهد
- نویسنده: افسانه پایدار
- تصویربردار: خسرو احمدی، محمدعلی خیاطان
- تدوین: شیرین جاهد
- موسیقی: انتخابی
- تهیه‌کننده: ابوالفضل جهانی‌مقدم
- محصول: گروه اجتماعی شبکه ۱
- سال تولید: ۱۳۶۸
- سال پخش: نوروز ۱۳۶۹